# Rudolf Müller (Maler, 1816)

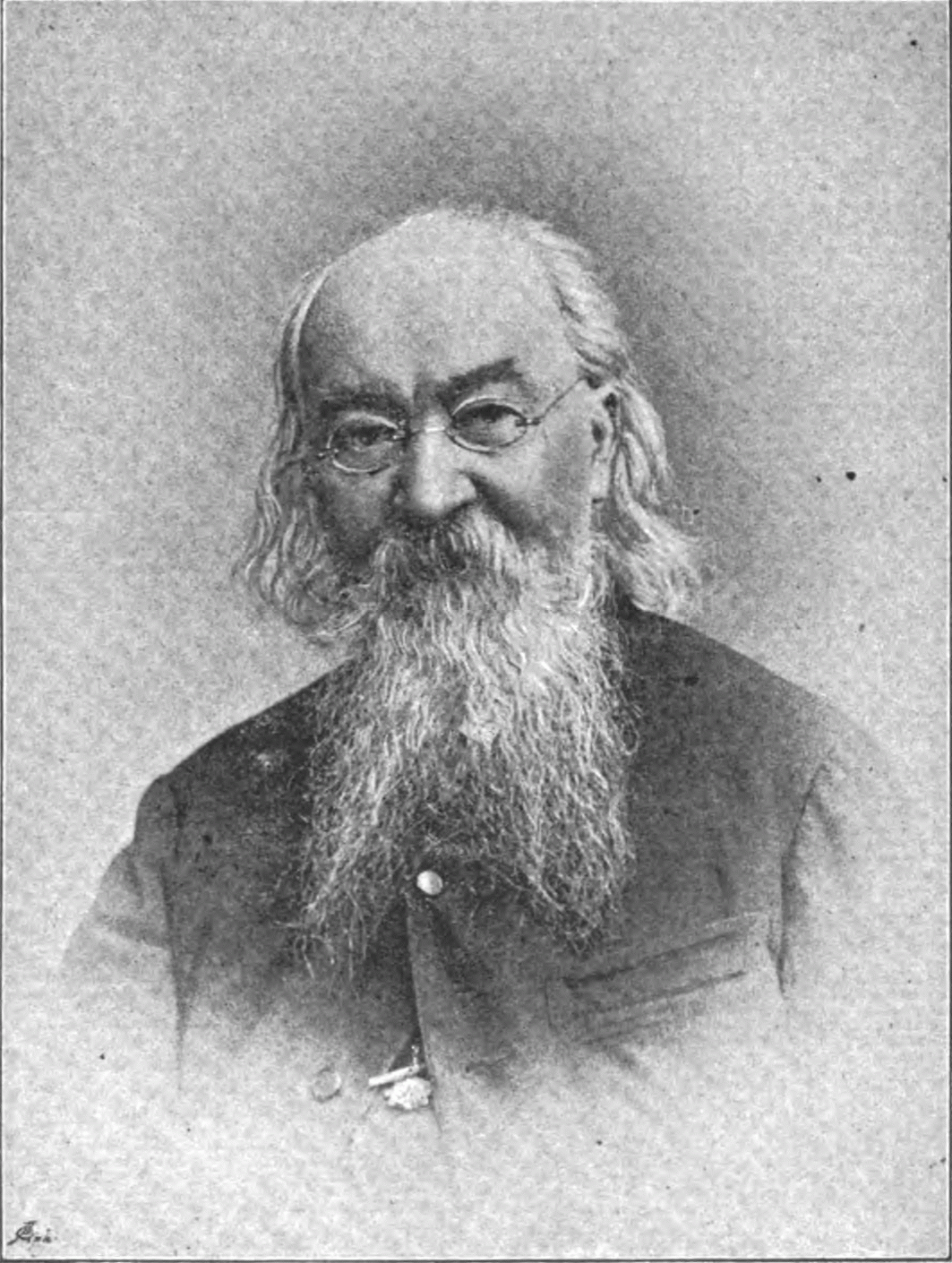
Rudolf Josef Müller

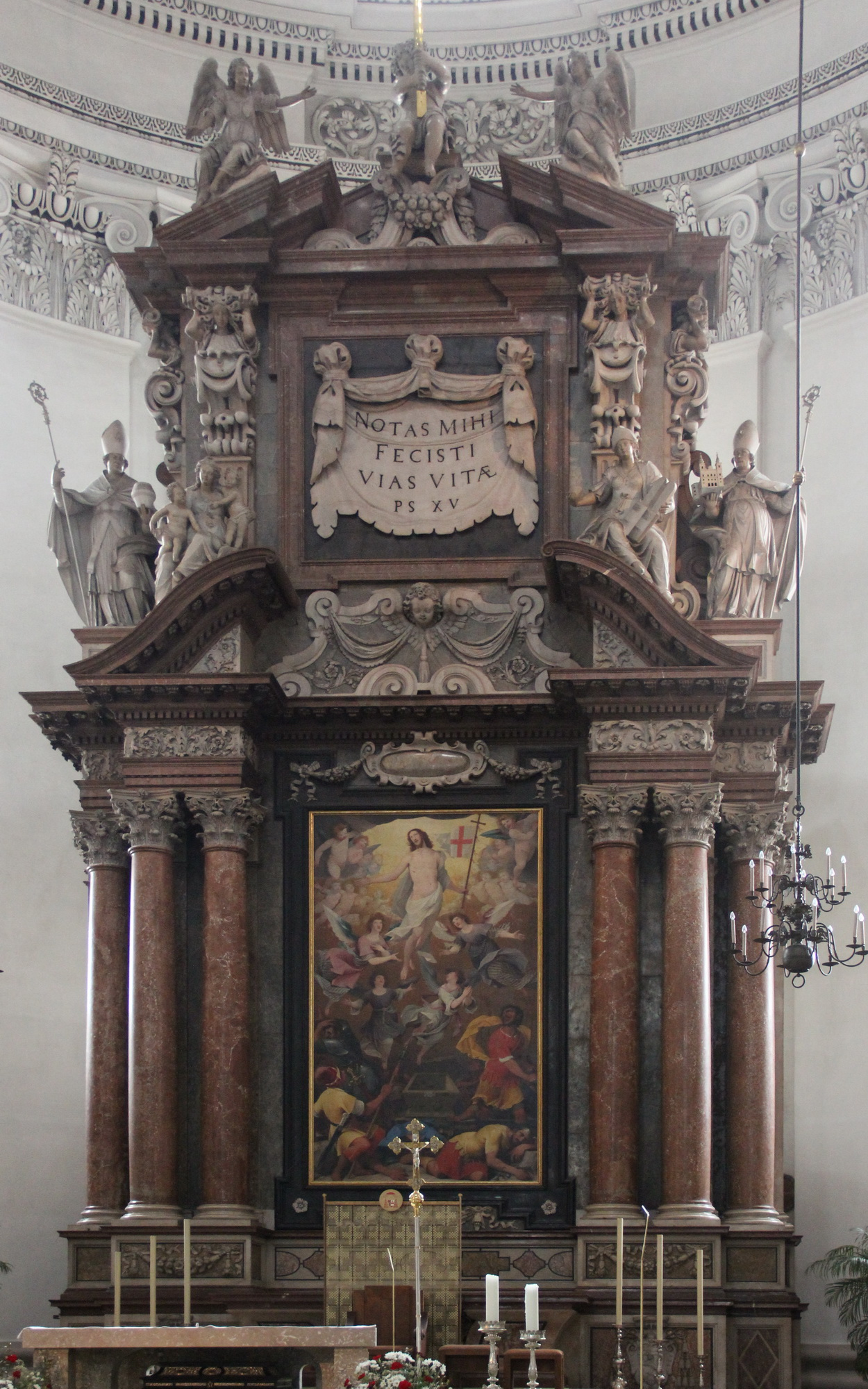
Hochaltar im Salzburger Dom, mit Auferstehung Christi von Rudolf Müller (1859)

Rudolf Josef Müller (* 28. Dezember 1816 in Reichenberg, Königreich Böhmen; † 6. März 1904 ebenda) war ein böhmischer Historienmaler, Kunstschriftsteller sowie Zeichenlehrer.

## Leben
Der gebürtige Reichenberger Rudolf Müller, Sohn eines Tuchmachers, studierte an der Akademie der Bildenden Künste in Prag, 1835 wechselte er zu seinem Förderer Joseph von Führich an die Akademie der bildenden Künste nach Wien. Daran anschließend bildete Rudolf Müller sich auf Studienreisen nach Italien, München sowie Dresden weiter. 1838 übersiedelte er nach Prag, dort trat er eine Stelle als Korrektor an der Kunstakademie an, seit 1846 wirkte er als selbständiger Historien- und Bildnismaler. Im Jahre 1872 nahm Müller den Ruf als Zeichenlehrer an der Staatsmittelschule in Reichenberg an. Zusätzlich galt in Reichenberg sein Engagement der Förderung der industriellen und kunstgewerblichen Entwicklung. In seiner Funktion als Mitglied einer k.k. Zentralkommission setzte Müller sich auch für die Kunst- und Denkmalpflege ein. Rudolf Müller verstarb im März 1904 87-jährig in seiner Heimatstadt Reichenberg.
Das von Peter von Cornelius beeinflusste künstlerische Schaffen Müllers war zunächst dem romantischen Historismus verpflichtet. In der späteren Phase näherte es sich dem Realismus an, was insbesondere in der Porträtkunst zum Ausdruck kam. Müllers Werk umfasst unter anderem zahlreiche Altarbilder im Salzburger Dom (u. a. das Hochaltarbild Die Auferstehung Christi, 1859) sowie mehrere Bildnisse Kaiser Franz Josephs. Rudolf Müller verfasste darüber hinaus rund 80 Biografien über deutsche Künstler in Böhmen für das biografische Nachschlagewerk Die Allgemeine Deutsche Biographie.

## Werke (Auswahl)
- Heiliger Johannes Nepomuk, Hochaltarbild, Kirche Frauenberg, 1846
- Heiliger Aloisius und Heilige Veronika, Taynkirche Prag, 1854
- Auferstehung Christi, Hochaltarbild, Dom Salzburg, 1859
- Karl IV. beim Bau der Hungermauer in Prag, Graphische Sammlung Albertina Wien, 1862